# 25-та бригада транспортної авіації (Україна)
25-та бригада транспортної авіації (25 БрТрА, в/ч А3840) — з'єднання транспортної авіації Повітряних сил України чисельністю у бригаду. Дислокується у м. Мелітополь Запорізької області. Структурно належить до Повітряного командування «Центр».
Бригада оснащена літаками Іл-76МД і Ан-26.

## Історія
У січні 1992 року 25-й гвардійський військово-транспортний авіаційний полк в складі 7-ї військово-транспортної авіаційної дивізії ВПС СРСР увійшов до складу Повітряних сил України.
У 1993 році 3 літаки Іл-76 25-го військово-транспортного полку, доставили гуманітарний вантаж з Кельна у Тбілісі під час української гуманітарної місії у Грузії.
Під час Боснійської війни екіпажами полку проводилася ротація військовослужбовців 240-го окремого спеціального батальйону ЗСУ зі складу миротворчих сил ООН в Боснії і Герцеговині.
З 4 по 21 квітня 2000 р. Іл-76 бригади брав участь у арктичній експедиції «Україна — Північний полюс — 2000». Вона складалася з перельоту за маршрутом Київ –Хатанга — Північний полюс — Хатанга — Київ і десантування парашутистів з літака Іл-76 на дрейфуючу крижину Північного полюсу серед безмежних вод Північного льодовитого океану.
З 2008 року до тепер військовослужбовці частини виконують завдання в полярних умовах у рамках спільної українсько-данської операції із забезпечення життєдіяльності полярної станції «Норд» на острові Гренландія «Північний сокіл». Операція «Північний сокіл 2015» тривала з 6 квітня до 9 травня 2015 року.
2011 року 25-й авіабригаді було доручено евакуювати українців з Лівії під час масових заворушень у цій країні, з чим з'єднання успішно впоралося.
1 серпня 2012 року, о 20.30 у міжнародному аеропорту «Бориспіль» здійснив посадку військово-транспортний літак Іл-76МД Повітряних Сил ЗС України із евакуйованими з Сирії українцями та поляками. В рамках операції з евакуації з території охопленою війною Сирії, 177 українців та 15 поляків перевезено в Україну з Дамаска та Алеппо, де йдуть бойові дії, повідомляє прес-служба Міноборони.

### Російсько-українська війна
У травні 2014-го в аеропорт «Донецьк» на літаках Мелітопольської військово-транспортної бригади було доставлено військовослужбовців 3-го полку спеціального призначення. Крайній зліт з Донецького аеропорту українські транспортники здійснили 31 травня 2014 р.
До 14 червня 2014 року бригада здійснила 19 вильотів до Луганського аеропорту, куди перевозила військовослужбовців та вантажі. 14 червня вночі вилетів черговий конвой, у якому йшло 3 літаки Іл-76. Перший приземлився вдало, другий Іл-76МД, бортовий номер «76777», був збитий при посадці російськими диверсантами. На борту літака перебувало 40 десантників 25-ї окремої Дніпропетровської повітрянодесантної бригади та 9 членів екіпажу, всі вони загинули. Третій літак розвернувся назад. 18 червня у Мелітополі готувалися до поховання пілотів. 
13 квітня 2015 року під час одного з обстрілів терористами українських позицій (опорний пункт «Зеніт») поблизу Авдіївки уламок снаряду 120-мм міни влучив у ящики з набоями в бліндажі. Від вибуху загинули Богдан Гончаренко та Олексій Вовченко, Дмитро Гура, Василь Путаненко, Олександр Тищенко.
У жовтні 2018 року 250 військовослужбовців чергової ротації 18-го окремого вертолітного загону були переміщені двома рейсами до ДР Конго і двома рейсами у зворотному напрямку військово-транспортним літаком Іл-76 МД Повітряних Сил Збройних Сил України.

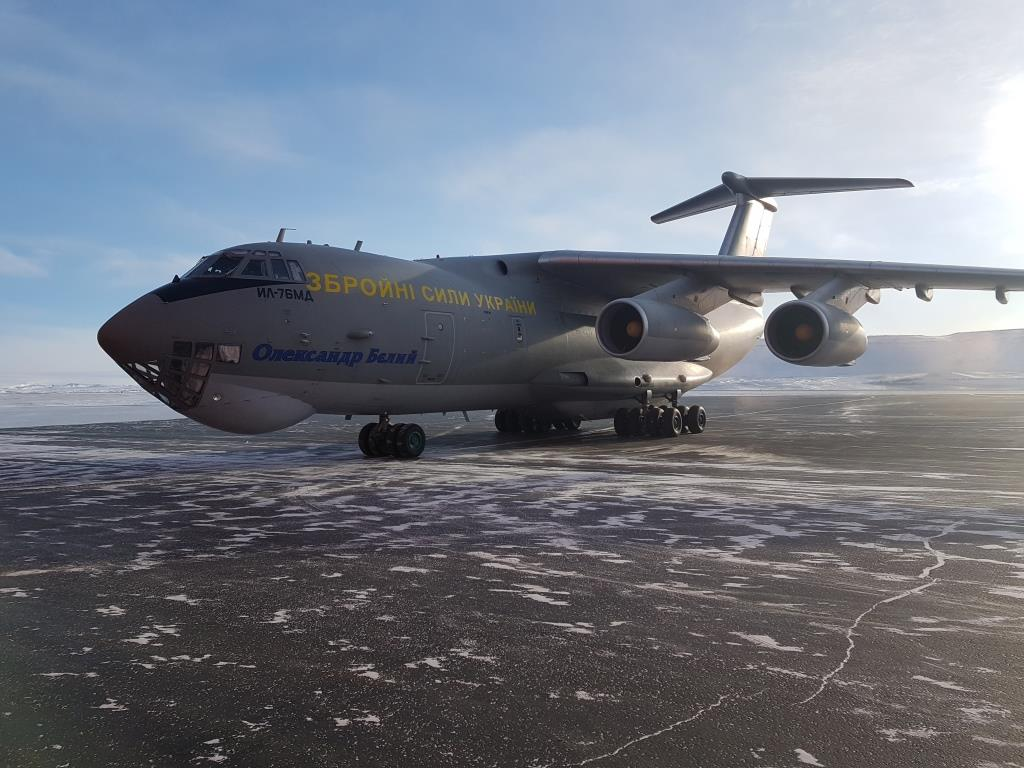
Іл-76 на авіабазі Туле під час операції «Північний Сокіл — 2019»

3 січня 2019 військово-транспортний літак Іл-76МД Повітряних сил ЗСУ приземлився на території бази Національної гвардії США в міжнародному аеропорту Солт Лейк Сіті. Він доставив український радар, який було придбано США за програмою FME (foreign materiel exploitation).

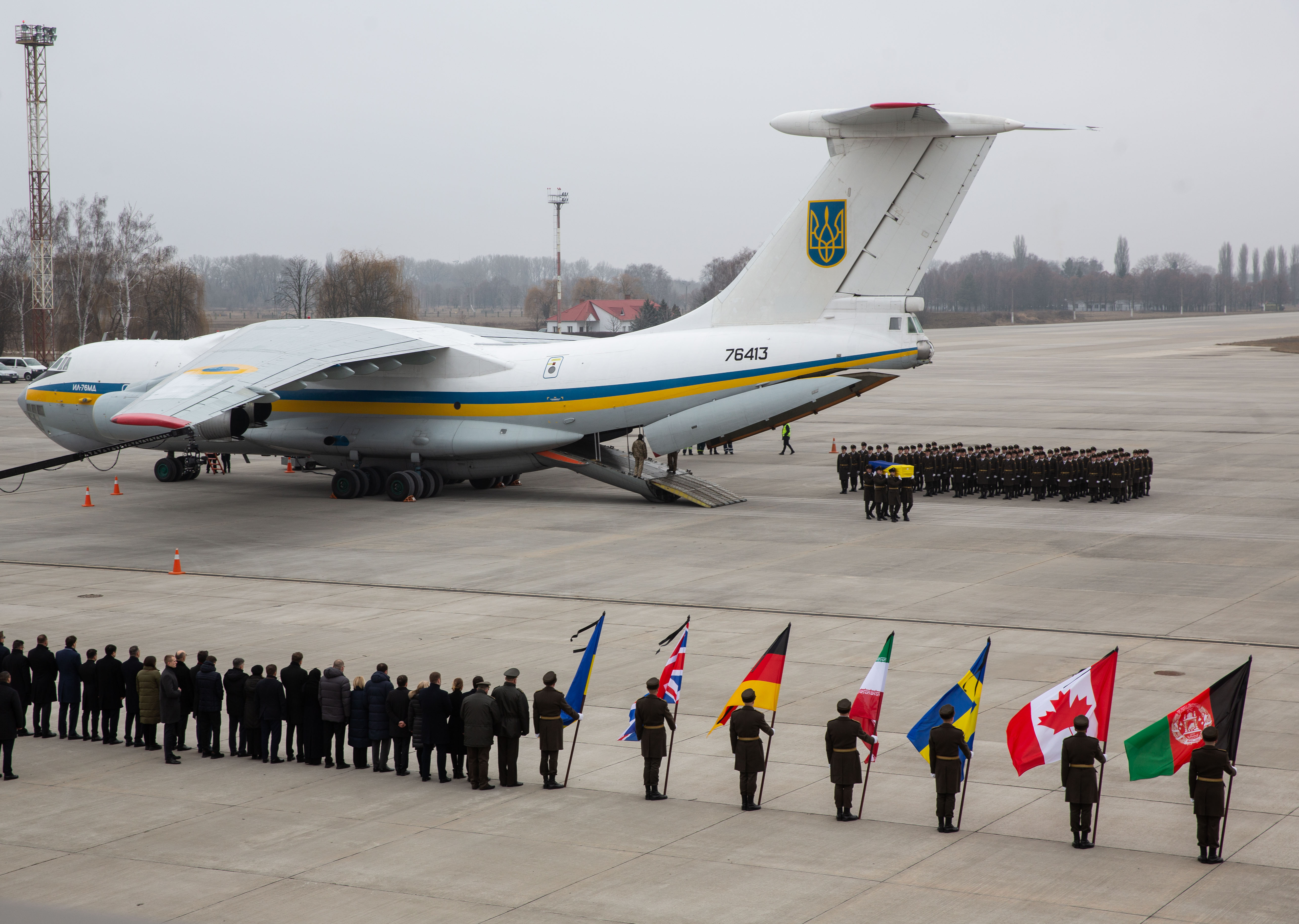
Церемонія вшанування пам'яті загиблих унаслідок збиття Boeing 737 в Ірані. Міжнародний аеропорт «Бориспіль», 2020.

8 січня 2020 року з міжнародного аеропорту «Бориспіль» до місця збиття літака «Міжнародних авіаліній України», що сталася вранці неподалік іранського міста Тегеран, вилетів літак ІЛ-76 з оперативною групою на борту. Разом з фахівцями Національного бюро з розслідування авіаційних подій та інцидентів з цивільними повітряними суднами, Державної авіаційної служби, «Міжнародних авіаліній України» та представниками інших відомств, в Іран відправлені спеціалісти Головної інспекції Міністерства оборони України, які є експертами у сфері розслідування авіаційних катастроф та братимуть участь в роботі оперативної групи.
19 січня 2020 року в Україну повернувся літак зі складу бригади з тілами українських пасажирів та екіпажу літака МАУ, який 8 січня збили в Ірані.

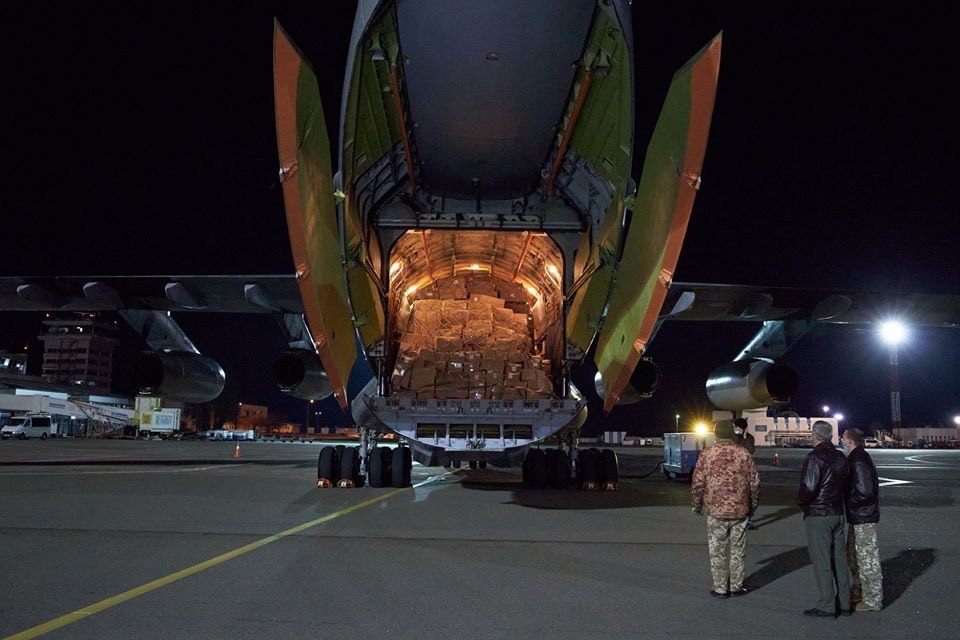
Розвантаження з ІЛ-76 тестів та обладнання для боротьби з SARS-CoV-2 з Китаю. 2020 рік.

23 березня 2020 року Іл-76МД доправив в аеропорт «Бориспіль» з китайського Гуанчжоу партію тестів для виявлення коронавірусної інфекції. Військовий борт привіз в Україну два види тестів: для ПЛР (полімеразної ланцюгової реакції) та 250 тисяч тестів для експрес-діагностики. Крім того, доставлено медичні маски різного ступеня захисту, дезінфектори, апарати штучної вентиляції легень та інші засоби, необхідні для боротьби з поширенням COVID-19.

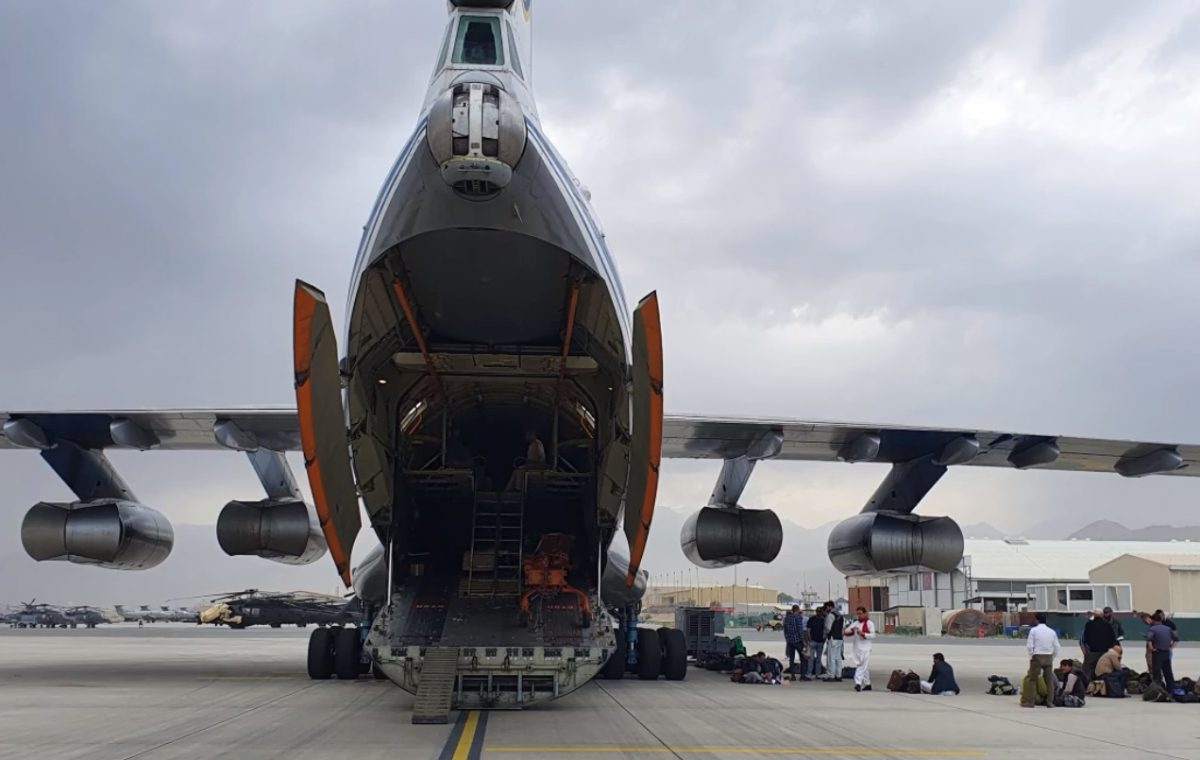
Літак транспортної авіації Повітряних Сил Збройних Сил України ІЛ-76 у Кабулі. 2021 рік.

18 серпня 2021 року з військового сектору аеропорту Бориспіль до Кабула з місією по евакуації громадян України та іноземців вилетів військово-транспортний літак Іл-76МД 25-ї бригади транспортної авіації ПС ЗСУ з підрозділом ГУР МО на борту. Всього літаки бригади виконали 6 рейсів та вивезли більше 700 громадян різних країн.
На території аеропорту не було ніякого чіткого контролю і управління авіацією.
За словами командира екіпажу Іл-76МД, буквально за годину після того, як український літак вилетів з Кабула, стався теракт. У Кабулі, через постійний тиск талібів, люди не могли ні їсти, ні пити, ні спати, їх постійно били. Вони були пригніченими та переживали за своє власне життя. Льотчикам і пасажирам довелося кілька діб жити прямо на борту літака. Найбільш нагальними проблемами в цей час були питання побутового характеру і, звісно, їжа. На борту літака Повітряних Сил ЗСУ українські військові створили для людей побутові умови, які були максимально наближені до тих, що є на цивільному борту. Забезпечували пасажирів потрібними речами і продовольством.

## Оновлення льотного складу
Станом на 2015 рік бригада має літаки Іл-76МД.
В січні 2014 року ДП «Миколаївський авіаремонтний завод «НАРП» після контрольно-відновлювального ремонту який тривав з 2011 року передав до складу 25-ї бригади військово-транспортний літак  ІЛ-76МД (б/н 76683).
В жовтні 2018 року ДП «Миколаївський авіаремонтний завод «НАРП» після контрольно-відновлювального ремонту передав до складу 25-ї бригади військово-транспортний літак  ІЛ-76МД (б/н 76697). 21 грудня 2018 року Президент України Петро Порошенко вручив відповідний сертифікат на переданий літак.
Від початку 2014 року по 2019 рік ДП «Миколаївський авіаремонтний завод «НАРП» відремонтував та модернізував для 25-ї бригади з десяток військово-транспортних літаків Іл-76МД.

## Традиції
12 червня 2015 року біля входу до військової частини встановлено меморіал загиблим військовослужбовцям частини.
30 листопада 2016 року Президент України Петро Порошенко, з метою увічнення пам'яті полковника Бєлого Олександра Івановича, ураховуючи його мужність та героїзм, незламність духу в боротьбі за незалежну Українську державу та зважаючи на високий професіоналізм, зразкове виконання поставлених завдань особовим складом 25 бригади транспортної авіації Повітряних Сил Збройних Сил України своїм Указом постановив присвоїти літаку Іл-76 МД (бортовий номер 76683) 25 бригади транспортної авіації Повітряних Сил Збройних Сил України ім'я Олександра Бєлого.